# Славин
Славин је меморијални комплекс и војно гробље у Братислави, Словачка. У склопу њега је сахрањено на хиљаде војника Црвене армије који су погинули током Другог светског рата, док су ослобађали град у априлу 1945. од окупационих снага немачког Вермахта и преосталих словачких трупа које су подржавале клерофашистичку владу на чијем челу је био Јозеф Тисо.
Споменик се налази на брду у близини центра Братиславе, окружен богатим вилама и резиденцијама разних амбасада. Комплекс је подигнут између 1957. и 1960. на земљишту гробља, а отворен је 3. априла 1960. на обележавање 15. годишњице ослобођења града. Споменик је изграђен у стилу сличном Палати културе и науке у стаљинистичком архитектонском стилу. Од 1961. године проглашен је за Национални културни споменик. Дизајнирао га је Јан Светлик.

## Историја
Споменик је отворен за јавност 3. априла 1960. у част петнаестогодишњице од ослобођења Братиславе у Другом светском рату. На зидовима споменика приказани су градови са датумима њиховог ослобођења. Укупно 6.845 војника сахрањено је на овом месту.
Током изградње Славина, торањ цркве Девице Марије Снежне срушен је да не би кварио поглед на панораму града. Александер Тризуљак је протестовао против уклањања торња, али безуспешно. Званично, демонтажа торња је оправдана тиме што је био у лошем стању, те да би се сачувала црква. Првобитно је планирано да торањ буде преполовљен али је на крају у потпуности уклоњен.

## Опис
Меморијални комплекс и гробље палих бораца Црвене армије током ослобађања Братиславе у Другом светском рату, проглашено је за споменик културе 1961. године. На врху 39 метра високог обелиска налази се статуа војника висока 11 метара, коју је излио словачки скулптор Александер Тризуљак. Војник је приказан како десном руком уздиже заставу, а левом чизмом гази свастику. Бронзана врата меморијалног аудиторијума су украшена рељефима Рудолфа Прибиша.
Комплекс се састоји из:
- Грандиозног степеништа,
- Гробља са 6 масовних гробница и 278 појединачних гробних места у којима је укупно сахрањено 6845 совјетских војника,
- Централне свечане сале са разним статуама, натписима и симболичним саркофагом од белог мермера,
- Обелиска од 42 метра висине, са статуом совјетског војника на врху, а на спољашњим зидовима налазе се натписи са датумима ослобођења разних градова у Словачкој у периоду између 1944. и 1945. године.

Остале занимљивости о Славину:
- Споменик се налази на врху брда Славин, једног од топографских узвисина старог града Братиславе (део Малих Карпата). Локација нуди одличан преглед панораме Братиславе, што га чини популарним местом за шетњу локалног становништва.
- На територији комплекса налазе се статуе чувених словачких уметника, као што су Јан Кулих, Тибор Бартфај, Јозеф Костка.
- Током 2005. године, руски председник Владимир Путин посетио је комплекс током састанка са Џорџом Бушeм.[3]
- Дан ослобођења Братиславе је 4. април, када народ и председник одају почаст палим совјетским борцима.
- Руски министар спољних послова Сергеј Лавров посетио је 2015. године комплекс, на 70. годишњицу ослобођења Братиславе.[4]

## Галерија
- Датум ослобођења Братиславе
- Статуа војника на врху обелиска
- Споменик у оквиру комплекса
- Појединачна гробна места
- Панорама Братиславе, поглед са Славина
- Споменик палог борца Црвене армије
- Грандиозне степенице